# Lapinporokoira
Lapinporokoira je plemeno psa z Finska, jedno ze tří laponských psích plemen vyvinutých z typu psa používaného Sámy pro pasení a hlídání sobů. Lapinporokoira je středně velký pes, se středně dlouhou nebo dlouhou vnější srstí s dvojitou podsadou. Mezinárodní kynologická federace plemeno uznává a řadí jej do skupiny špicové a plemena primitivní, do sekce severští hlídací a ovčáčtí psi. Oficiální používaná zkratka je LAI a číslo standardu 284.

## Historie

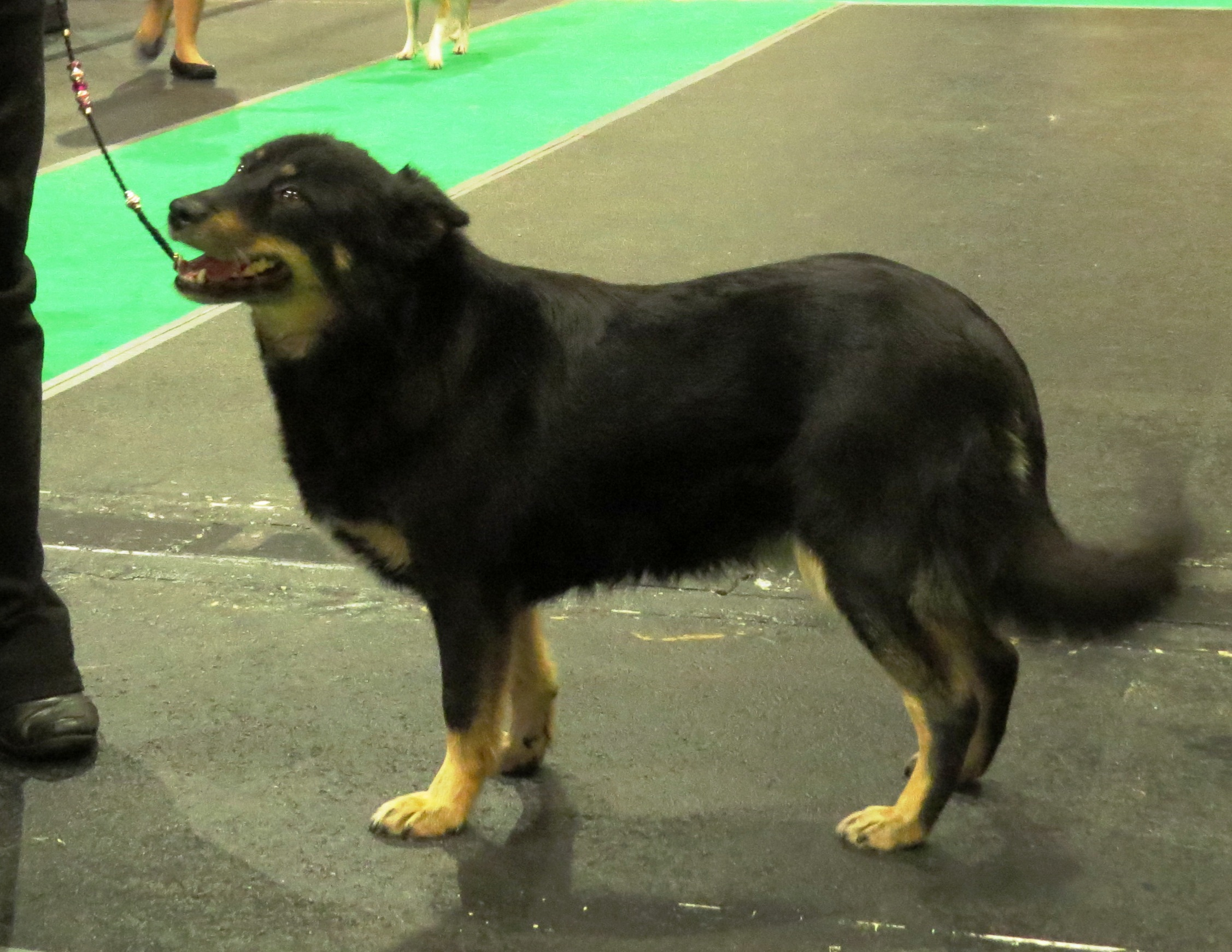
Lapinporokoira se zbarvením black and tan

Plemeno lapinporokoira vyšlechtili obyvatelé severní Evropy, označováni jako Sámové. Hlavním využitím tohoto plemene bylo hlídání sobů a pomoc při jejich přesouvání. Nejednalo se o ustálený typ, jednotlivé psy spojovala především krátká a přiléhavá srst a mrštná postava. Předci lapinporokoiry nejsou dodnes známi.
Stejně jako chov jiných psích plemen, i chov lapinporokoiry tvrdě zasáhla druhá světová válka. V době, kdy probíhaly boje se chovu věnovalo jen málo lidí a mnoho jedinců i chovatelů bylo zabito. Zbylo jen několik málo jedinců tohoto inteligentního plemene a proto se po válce sešla skupina Finů a Švédů, aby obnovili chov lapinporokoir. Ve snaze o navýšení počtu byli původní psi kříženi s karelskými medvědími psy.
Jako samostatné plemeno byla lapinporokoira uznána roku 1966. V tomto roce bylo jako samostatné plemeno uznána i lapinkoira, v ČR rozšířenější. V dubnu 2015 byl importovaný první jedinec lapinporokoiry. Doposud byly v ČR odchovány jen dva vrhy, ten historicky první byl v září 2021. K březnu 2025 bylo zaregistrováno do české plemenné knihy celkem 14 zástupců. V ČR žije nyní 7 registrovaných zástupců tohoto plemene (5 fen, 2 psi). Lapinporokoira spadá pod chovatelský Klub chovatelů málopočetných plemen psů (KCHMPP).

## Vzhled
Lapinporokoira je dobře osvalený pes střední velikosti. Výška v kohoutku mezi 43(feny) až 54 (samci) cm. Tělo je stavěné i do těžko přístupného terénu. Srst, která pokrývá celé tělo, je přiléhavá, v různých délkových variantách a na dotek hebká. Mívá různá zbarvení, obvykle černé, tmavě šedé, liščí nebo hnědé.
Hlava je přiměřeně velká, poměr délky mozkovny a čumáku je 1:1. Uši jsou vztyčené (klopené uši jsou vadou, diskvalifikující). Stop viditelný, ale ne příliš výrazný. Oči dokonale kulaté s oříškovými duhovkami, bělmo není viditelné. Obočí bývá vyznačené, to ale záleží na jednotlivých zbarveních. Krk je krátký, harmonicky nasazený na dlouhý hřbet. Ocas je dlouhý, od kořene směrem ke špičce se zužuje. Srst na něm může tvořit prapor. Nohy jsou úměrně dlouhé k tělu, dobře osvalené a zakončené kulatými tlapkami.

## Povaha
Povahově je lapinporokoira podobná jiným severským plemenům; je samostatná, inteligentní, ale vůči majiteli loajální. Má vyvinuté lovecké pudy i vlohy pro pasení. Umí jednat samostatně a rozeznat přátele a rodinu od cizích vetřelců, takže je to dobrý a schopný hlídač. V případě nutnosti umí do krve bránit rodinu i majetek. Ráda tráví čas s majitelem a vyžaduje s ním kontakt, samotu nemá ráda. Změnu majitele snáší velmi těžce. Přestože byla vyšlechtěna pro lov o samotě nebo v páru, je schopná naučit se pracovat ve skupině jiných psů a vycházet s nimi. S dětmi vychází dobře a není vůči nim agresivní. Vztah s jinými zvířaty je u lapinporokiry poměrně složitý; volně žijící zvířata, která před ní utíkají, má sklony pronásledovat a následně dávit, naopak při setkání s domácími zvířaty jí pudy velí sehnat je do stáda a nepustit.